# Буробрюхий остроклювый певун
Буробрюхий остроклювый певун (лат. Conirostrum speciosum) — вид птиц из семейства танагровых. Птицы обитают в субтропических и тропических низменных влажных и сильно деградированных лесах и влажных саванн, на высоте 0—700 метров над уровнем моря. Длина тела 10—11 см, масса около 7 грамм.
Выделяют три подвида:
- Conirostrum speciosum guaricola — на востоке Гуарико и в западном Ансоатеги в северо-восточной Венесуэлы;
- Conirostrum speciosum amazonum — на восточных склонах Анд от штата Апуре (западная Венесуэла) южнее до департаментов Мета и севера Вичада (Венесуэла), в восточном Эквадоре и восточном Перу, а также в центральной Гайане восточнее до северной Французской Гвиане и южнее до северо-восточного Рорайма, восточного Амазонас и Пара (кроме юга) в северной Бразилии;
- Conirostrum speciosum speciosum — на юго-востоке Перу и в Боливии (кроме запада) восточнее через юга центральной Бразилии — до Мараньяна южнее до Мату-Гросу, Парана и Сан-Паулу, Парагвая и Аргентины — провинций Жужуй, восточной Формоса, северной Корриентес и Мисьонес.